# Карімабад (Марказі)
Карімабад (перс. كريماباد) — село в Ірані, у дегестані Гакімабад, у Центральному бахші, шахрестані Зарандіє остану Марказі. За даними перепису 2006 року, його населення становило 221 особу, що проживали у складі 56 сімей.

## Клімат
Середня річна температура становить 15,96 °C, середня максимальна – 35,45 °C, а середня мінімальна – -7,22 °C. Середня річна кількість опадів – 251 мм.
| Клімат поселення                              | Клімат поселення | Клімат поселення | Клімат поселення | Клімат поселення | Клімат поселення | Клімат поселення | Клімат поселення | Клімат поселення | Клімат поселення | Клімат поселення | Клімат поселення | Клімат поселення | Клімат поселення |
| Показник                                      | Січ.             | Лют.             | Бер.             | Квіт.            | Трав.            | Черв.            | Лип.             | Серп.            | Вер.             | Жовт.            | Лист.            | Груд.            |                  |
| Середній максимум, °C                         | 10,52            | 13,58            | 18,15            | 24,71            | 29,75            | 34,68            | 35,45            | 34,47            | 30,30            | 23,98            | 17,29            | 10,82            |                  |
| Середня температура, °C                       | 1,66             | 4,71             | 9,27             | 15,84            | 20,87            | 25,80            | 28,95            | 27,97            | 23,81            | 17,48            | 10,79            | 4,32             |                  |
| Середній мінімум, °C                          | −7,22            | −4,17            | 0,39             | 6,97             | 12,00            | 16,92            | 22,46            | 21,49            | 17,30            | 10,97            | 4,30             | −2,17            |                  |
| Норма опадів, мм                              | 35               | 35               | 45               | 31               | 23               | 4                | 1                | 1                | 1                | 15               | 24               | 36               |                  |
| Середньомісячна швидкість вітру, м/с          | 1.50             | 2.10             | 2.98             | 3.26             | 3.06             | 2.82             | 2.96             | 2.82             | 2.41             | 2.28             | 1.96             | 1.54             |                  |
| Середньомісячна сонячна радіація, кДж/м²·день | 9141             | 11908            | 14373            | 17972            | 21943            | 26009            | 25685            | 23358            | 19851            | 14596            | 10779            | 8689             |                  |
| --------------------------------------------- | ---------------- | ---------------- | ---------------- | ---------------- | ---------------- | ---------------- | ---------------- | ---------------- | ---------------- | ---------------- | ---------------- | ---------------- | ---------------- |
| Джерело:                                      |                  |                  |                  |                  |                  |                  |                  |                  |                  |                  |                  |                  |                  |